# Monumento a la batalla de Trenton
El Monumento a la batalla de Trenton (en inglés, Trenton Battle Monument) es una estructura masiva tipo columna en la sección del Monumento a la Batalla de la ciudad de Trenton, en el estado de Nueva Jersey (Estados Unidos). Conmemora la Batalla de Trenton del 26 de diciembre de 1776, una victoria fundamental para las fuerzas continentales durante la Guerra de Independencia de los Estados Unidos.

## Descripción
Diseñado por John H. Duncan, el arquitecto de la Tumba de Grant, el monumento es un ejemplo temprano de la arquitectura Beaux-Arts en Estados Unidos. El diseño se basa en "The Monument", una estructura de 1671 construida para conmemorar el Gran Incendio de Londres, en la calle London donde comenzó el incendio de 1666. La altura del monumento de Trenton es intencionalmente la misma que la del monumento de Londres.
La columna estriada romana-dórica hueca del monumento está construida en granito, al igual que el pedestal que la sostiene, aunque se utilizó piedra ligeramente más oscura para dar a la base una apariencia de mayor solidez. La columna está coronada por un pequeño pabellón redondo, que forma una plataforma de observación; accesible por medio de un ascensor eléctrico, que ha brindado a miles de turistas una excelente vista de la ciudad y el escenario circundante de la batalla. Rodeando la columna, justo por encima de la tapa, trece luces eléctricas, que simbolizan las Trece Colonias originales, arrojan su resplandor por la noche.
El pabellón está coronado por un pedestal de hojas de acanto donde, encima de toda la estructura, una colosal estatua de bronce del general George Washington de William Rudolf O'Donovan corona el monumento. Se representa a Washington tal como apareció en la apertura del enfrentamiento y, con su mano derecha extendida, dirige el fuego de la artillería continental hacia King (ahora Warren) Street. La figura mide 4 m pies de altura, mientras que el monumento, incluida la estatua, mide 45,7 m sobre el nivel de la calle.
En la base del pedestal hay dos paneles en relieve de bronce de Thomas Eakins que representan "El ejército continental cruzando el río Delaware" y "La apertura de la batalla". El último panel muestra la batería de Alexander Hamilton a punto de disparar por King Street. Un tercer panel en relieve de bronce, "La rendición de los hessianos", fue modelado por Charles Henry Niehaus. En el lado norte del pedestal hay una tablilla de bronce presentada por la Sociedad de Cincinnati de Nueva Jersey.
Custodiando la entrada al monumento se encuentran dos figuras de bronce de soldados continentales de O'Donovan. Una es una estatua del soldado John Russell, miembro del regimiento de Marblehead del coronel John Glover de marineros de Marblehead, que ganó fama al transportar al ejército de Washington a través del río Delaware ahogado por el hielo en la noche de diciembre. 25–26, 1776. La otra figura está modelada a semejanza del soldado Blair McClenachan, de la tropa de caballos ligeros de Filadelfia, una unidad que también participó en la batalla.

## Historia
El monumento está ubicado en una zona de la ciudad conocida como "Cinco Puntas". Fue aquí, en la intersección de Warren (King) Street, North Broad (Queen) Street, Brunswick, Pennington y Princeton Avenues, donde se colocó la artillería estadounidense. Desde este alto punto de vista, dominaron las calles de Trenton, impidiendo que las tropas de Hesse organizaran un contraataque efectivo.
En 1843 comenzó un movimiento para erigir un monumento que conmemorara la victoria en Trenton. Aproximadamente cuarenta años después, en 1886, la Asociación de Monumentos de Trenton adquirió la propiedad del monumento. Para construir el monumento, la legislatura de Nueva Jersey asignó 15 000 dólares, el Congreso 30 000 dólares y los ciudadanos aportaron 15 000 dólares. Monument Park en "Five Points" fue adquirido bajo las disposiciones de una ordenanza aprobada el 28 de junio de 1893.
La piedra angular se colocó el sábado 26 de diciembre de 1891, en el 115 aniversario de la Batalla de Trenton. La base y el pedestal se erigieron en la primavera de 1892, la piedra angular se colocó en posición el sábado 31 de agosto de 1893 y la estatua del general Washington finalmente se colocó sobre el eje el 5 de septiembre del mismo año. El monumento completo se dedicó con elaboradas ceremonias el 19 de octubre de 1893, el 112 aniversario de la rendición del general Lord Cornwallis en el asedio de Yorktown en Virginia; asistieron ocho gobernadores de los trece estados originales.
Aunque se han producido varios cambios en las inmediaciones del monumento desde su inauguración, la figura dominante de Washington aún mira desde arriba a la ciudad, que se desarrolló a partir de lo que era un pequeño pueblo en 1776. El monumento fue incluido en el Registro Nacional de Lugares Históricos en 1977.
Un ascensor que no funciona hace imposible visitar el mirador.